# Cleareiland
Cleareiland (Iers-Gaelisch: Cléire of Oileán Chléire, Engels:Clear Island), ook bekend als Cape Clear ligt ten zuidwesten van County Cork in Ierland. Het is het meest zuidelijke bewoonde deel van Ierland en heeft een inwonertal van ruim 100 mensen. Het maakt deel uit van de Gaeltacht. De bewoners noemen het eiland Cape.
Het eiland is verdeeld in een oostelijke helft en een westelijke helft door een landengte. Het is te bereiken met veerboten die vanuit de noordelijke haven van het eiland naar Schull en Baltimore op het vasteland varen.
Het eiland is de geboorteplaats van Sint Kierna. Verder is het bekend om het fort Dún an Óir en de vogelstand. Cape Clear heeft ook een vuurtoren en een vogeluitkijkpost.
Vogels die op het eiland veel voorkomen zijn:
- Alken
- Aalscholvers
- Stormvogels

In het water komen de volgende dieren voor:
- Zeehonden en zeeleeuwen
- Haaien
- Dolfijnen

Men neemt aan dat er nergens in Ierland wilde inheemse slangen voorkomen, maar de inwoners van Cape Clear beweren dat er op het eiland kleine wilde slangen voorkomen.
Elk eerste weekend van september wordt er op Cape Clear het International Storytelling Festival gehouden. Op het eiland is de distilleerderij Drioglann Inis Cléire/Cape Clear Distillery gevestigd.